# Тэйлор, Морис
Морис Тэйлор (англ. Maurice Taylor; 5 мая 1926 — 14 июня 2023) — английский католический прелат, епископ Галлоуэя (1981—2004).

## Биография
Родился в Гамильтоне, Ланаркшир.
Учился в начальной школе Святого Катберта в Бернбанке, в колледже Святого Алоизиуса в Глазго и в средней школе Богородицы в Мазервелле. В 1942—1944 годах изучал философию в Блэрс-колледже, Кинкардиншир.
В 1944—1947 годах служил в Медицинском корпусе Королевской Армии в Великобритании, Индии и Египте.
В 1947—1951 годах изучал теологию в Григорианском университете. Рукоположен в священники в Риме 2 июля 1950 года. В 1951—1952 годах служил в храме Святого Варфоломея в Котбридже. В 1952—1954 годах в Риме изучал теологии и получил докторскую степень. В 1955—1965 годах преподавал теологию в Колледже Святого Петра в Кардроссе.
С 1965 по 1974 год ректор Королевского шотландского колледжа в Вальядолиде, Испания. После возвращения в Шотландию служил в храме Лурдской Богородицы в Ист-Килбрайде.
Рукоположен в епископы Галлоуэя кардиналом Гордоном Греем 9 июня 1981 года. В мае 2004 года удалился на покой в связи с достижением предельного возраста.
Умер 14 июня 2023 года в возрасте 97 лет.
Автор 4 книг, в том числе автобиографической Being a Bishop in Scotland (2006).